# Şəki
Şəki, nota anche come Shaki o Sheki, è una città dell'Azerbaigian nordoccidentale e circondata dal distretto omonimo. Si trova nella parte meridionale della catena montuosa del Gran Caucaso, a 240 km da Baku. Al 2020, ha una popolazione di 68.400 abitanti. Per la sua peculiare architettura e la sua storia come importante centro commerciale lungo la Via della seta il centro storico della città e il Palazzo dei Khan di Şəki sono stati inseriti nella lista dei patrimoni dell'UNESCO il 7 luglio 2019.

## Etimologia
Secondo gli storici azeri, il nome della città risale all'etnonimo dei Saci, che raggiunsero il territorio dell'odierno Azerbaigian nel VII secolo a.C. e lo popolarono per diversi secoli. Nelle fonti medievali, il nome della città si trova in varie forme come Sheke, Sheki, Shaka, Shakki, Shakne, Shaken, Shakkan, Shekin.
Fino al 1968 la città era conosciuta come Nukha (in azero Nuxa; in russo Нуха?; chiamata anche Nucha o Noukha).

## Storia

### Antichità
A Şəki ci sono tracce di grandi insediamenti risalenti a più di 2700 anni fa. I Saci erano un popolo iranico che vagò dal lato settentrionale del Mar Nero attraverso il passaggio di Derbend e verso il Caucaso meridionale e da lì verso l'Asia Minore nel VII secolo a.C. Occuparono una buona parte delle fertili terre del Caucaso meridionale in un'area chiamata Sakasene. La città di Shaki fu una delle aree occupate dai Saci. L'insediamento originario risale alla tarda età del bronzo.
Şəki fu fondata nell'VIII secolo a.C. Şəki fu una delle più grandi città degli stati dell'Albania caucasica nel I secolo. Il regno di Şəki era diviso in 11 province amministrative. Nell'area si trovava il tempio principale degli antichi albanesi i quali adottarono presto il cristianesimo dagli armeni, rafforzando l'influenza culturale e religiosa armena di Shaki.
A seguito degli scavi archeologici condotti nel 1902 nel villaggio di Boyuk-Dakhna nella regione di Shaki, furono scoperti vari oggetti in ceramica e una lapide in pietra risalente al II secolo d.C. e contenenti iscrizioni in greco.
Şəki era una tra le città politiche ed economiche più importanti prima dell'invasione araba. Tuttavia a seguito dell'invasione nel 654, Shaki fu annessa al terzo emirato di Arminiya. All'inizio del IX secolo, quando il califfato arabo era debole, Shaki si unì a Cambysene e fu governata dai principi armeni Smbatean come parte del principato indipendente di Shaki o Hereti, un vassallo del regno armeno dei Bagratidi. La popolazione era per lo più di origine armena e di lingua armena. Il primo principe armeno di Shaki fu Sahl Smbatean, che governò con relativa autonomia dal califfato abbaside. Nel X secolo, il geografo arabo Ibn Hawqal afferma che Shaki era governata dal principe armeno Ishkhanik. Dal 1038 al 1105, la dinastia armena Kiurikian governò Shaki come parte del Regno di Kakheti-Hereti. Nel 1117 la regione fu conquistata dall'esercito del re georgiano Davide IV.
La città era anche governata dagli Atabeg dell'Azerbaigian e dall'Impero corasmio, prima dell'invasione mongola.

### Epoca feudale
Nel XIII e XIV secolo, il territorio dell'attuale distretto di Shaki faceva parte dello stato della dinastia Shirvanshah. L'amministrazione di Shaki fu affidata al figlio di Rashid al-Din Hamadani – Jalat. Negli anni '30 del XIV secolo, la tribù locale degli Oirati prese il potere. Dopo il crollo del dominio di Hulagu Khan nella prima metà del XIV secolo, Shaki ottenne l'indipendenza sotto il dominio di Sidi Ahmed Orlat. Nel 1392, Tamerlano catturò Shaki e il sovrano di Shaki, Seyid Ali, fu ucciso. Il figlio di Seyid Ali, Seyid Ahmed, che salì al potere, insieme a Shirvanshah Ibrahim I Derbendi, affiancò Tamerlano nella sua terza campagna contro l'Azerbaigian nel 1399. Nel 1444 Shaki, allora nota come Nukhi, era governata da una famiglia musulmana di origine armena il cui regno durò fino al 1551. All'inizio del 1500, il re safavide Ismail I (r. 1501-1524) conquistò l'area, ma la città continuò ad essere governata dai suoi sovrani ereditari, sotto la sovranità safavide.
Il figlio e successore di Ismail Shāh Ṭahmasp (r. 1524-1576) pose fine a tale dominio e nel 1551 nominò il primo governatore di Qizilbash a governare la città. Il territorio fu annesso alla dinastia safavide quando l'indipendente beylerbey di Sheki regnò da Toygun-bey Qajar. Il dominio safavide fu brevemente interrotto due volte dagli ottomani tra il 1578 e il 1603 e il 1724-1735. Nel 1734-1735 ci fu una rivolta delle fasce più povere contro la politica di Nadir Shah nel villaggio di Bilecik (Shaki).
Nel 1741 ci fu un'altra rivolta contro il sovrano locale, Melik Najaf. Nominato da Nadir Shah, Haji Chelebi, che sosteneva di discendere dai governanti ereditari musulmano-armeni della provincia, annunciò la formazione di un khanato indipendente nel 1743. Dopo aver appreso di ciò, Nadir Shah Afshar inviò il suo esercito a Shaki e Haji Chelebi si rifugiò nella fortezza di Gelesen-Geresen. Nel 1746, Haji Celebi fu costretto a riconoscere l'autorità di Nadir Shah. Tuttavia, nuove rivolte e la morte di Nadir Shah permisero a Haji Chelebi di dichiararsi nuovamente Khan. Durante l'esistenza del khanato di Shaki, la popolazione locale della città era dedita nell'allevamento, nell'artigianato e nel commercio dei bachi da seta. A seguito di un'alluvione del fiume Kish, la città di Shaki fu parzialmente distrutta e la popolazione fu reinsediata nell'attuale città.
In alleanza con il khan di Shamakhi, nel 1748 Haji Chelebi tentò di assediare la fortezza di Bayat. La sconfitta nella battaglia di Bayat, durata un mese, fu una grave battuta d'arresto per gli alleati. I sultanati Jaro-Balakan Jamaat, Qabala e Ares erano dipendenti dal khanato di Shaki.
Nel 1751, Haji Chelebi sconfisse l'esercito del re di Kakheti Eraclio II. Su iniziativa di Eraclio II, fu organizzata una cospirazione politica del regno di Kakheti, dei khanati di Karabakh, Ganja, Irevan, Nakhichevan e Karadag contro il khan di Shaki. Nel 1752, nell'area di Kyzylgaya, le truppe georgiane attaccarono inaspettatamente i khan che furono in seguito catturati. Lo stesso Haji Celebi sconfisse i georgiani nella battaglia vicino Ganja e venne in aiuto dei khan. L'esercito del khan di Shaki khan catturò Gazakh e Borchali.
Nel 1767, la parte occidentale del khanato di Shamakhi fu annessa al khanato di Shaki.
Nel 1785, il khanato di Shaki divenne dipendente dal khanato di Guba. Tuttavia, tale dipendenza non durò a lungo e dopo la morte di Fatali khan di Guba, il khanato di Shaki riacquistò la sua indipendenza.
Durante il regno di Selim khan, il territorio del khanato era suddiviso convenzionalmente in 8 magal, che erano governati da naib nominati direttamente dallo stesso khan.
Il 21 maggio 1805 fu firmato il trattato di Kurakchay tra la Russia e il khanato di Shaki, la cui condizione principale era l'annessione del khanato di Shaki alla Russia. Nel 1806, l'esercito russo si trasferì a Shaki. Selim khan fu rimosso dalle posizioni di potere e venne creato un consiglio temporaneo di bek filo-russi.

### Epoca moderna
L'area fu completamente annessa alla Russia dal Trattato di Golistan nel 1813 e il khanato fu abolito nel 1819; al suo posto fu istituita la provincia di Shaki. La provincia di Shaki fu fusa con le province di Shemakha, Baku, Susha, Lankaran, Derbent e Kuban nel 1840 e fu creata l'Oblast' del Caspio. Allo stesso tempo Shaki fu ribattezzata Nuha. L'oblast' fu sciolta nel 1846 e divenne il centro del raion del Governatorato di Shemakha. Dopo il terremoto di Shemakha nel 1859, il governatorato fu ribattezzato Governatorato di Baku. Il 19 febbraio 1868, il raion di Nukha passò al Governatorato di Elizavetpol' appena creato come uezd di Nukha. Dopo la creazione dell'URSS, fu il centro del raion di Nukha. Fu abolito il 4 gennaio 1963 e vincolato a quello di Vartashen. Nukha fu nuovamente rifondata nel 1965 e, infine, la città e raion riacquisirono nel 1968 il nome tradizionale.
Durante la sua storia, la città subì molte devastazioni e per tale motivo i monumenti storici e architettonici più antichi attualmente conservati risalgono solo al XVI-XIX secolo. Per molti secoli Şəki ebbe una grande comunità armena ed è famosa per essere il centro dell'allevamento del baco da seta e della produzione locale di seta. Originariamente situata sulla riva sinistra del fiume Kish, la città si trovava più in basso sulla collina; tuttavia Şəki fu spostata nella sua posizione attuale dopo una devastante alluvione nel 1772 e divenne la capitale del Khanato di Shaki. Poiché la nuova posizione era vicina al villaggio di Nukha, la città divenne nota anche come Nukha fino al 1968 quando tornò al nome Şəki.
Nel 1829 fu aperta a Şəki la fabbrica di Khanabad. I prodotti della fabbrica della seta di Nukha, aperta nel 1861, furono premiati con una medaglia a Londra nel 1862. La rivolta di Şəki del 1838 ebbe un impatto sulle riforme amministrative, giudiziarie e agrarie degli anni Quaranta dell'Ottocento.
Nel 1917, furono creati in un certo numero di città dell'Azerbaigian, tra cui Şəki, i Soviet dei deputati dei lavoratori.
Nel maggio 1920, si stabilì a Şəki il potere sovietico, così come in altre città dell'Azerbaigian.
Nel 1930 scoppiò una rivolta contro la politica di collettivizzazione nella RSS Azera nel villaggio di Bash Goynyuk nel distretto di Shaki. Il regime sovietico fu abolito. Ben presto, le unità dell'Armata Rossa si trasferirono in città e i ribelli furono giustiziati.

### Epoca repubblicana
Una lettera del presidente del consiglio comunale di Kyoto, Daisaku Kadokawa, dell'8 dicembre 2008, dichiarava che Şəki era un membro della World Historical Cities League. Şəki divenne membro dopo la riunione del consiglio di amministrazione della World Cities League nell'ottobre 2008.
Furono individuati i lavori da realizzare nel campo della ristrutturazione e della costruzione nel 2012: insieme all'autorità esecutiva della città di Şəki e al comitato per l'urbanizzazione architettonica, fu preparato il piano generale della città di Şəki. Secondo il Piano Generale, era prevista l'attuazione di una serie di progetti infrastrutturali, nonché l'espansione della città a ovest, l'inclusione dei villaggi della città di Oxud, İncə, Kiş e Qoxmuq a Şəki.

## Geografia
Şəki è circondata dalle cime innevate del Gran Caucaso, che in alcuni punti raggiunge i 3000–3600 m. Il clima di Şəki comprende una serie di cicloni e anticicloni, masse d'aria e venti locali. La temperatura media annuale a Şəki è di 12 °C. A giugno e agosto la temperatura media varia tra i 20 e i 25 °C.
Le foreste montane intorno all'area impediscono alla città di essere inondata e surriscaldare l'area durante l'estate. I fiumi principali della città sono il Kish e il Gurjhana. Durante il dominio sovietico dell'Azerbaigian, erano in molti a a recarsi a Şəki per fare un bagno nelle sue apprezzate sorgenti minerali.

## Demografia
Secondo la pubblicazione del Calendario caucasico del 1917, Şəki, allora nota come Nukha, aveva una popolazione di 52.243 abitanti nel 1916, inclusi 33.813 musulmani sunniti (64,7%), 9.588 musulmani sciiti (18,4%) e 8.009 armeni (15,3%).
Il numero della popolazione di Şəki è di 174,1 mila persone. Inoltre, la popolazione rurale è di 105,7 mila persone, mentre la popolazione urbana è di 66,9 mila persone. La densità di popolazione è di 72 persone per chilometro quadrato. Della popolazione totale, 86,4mila o il 49,6% sono uomini, 87,7mila o il 50,4% sono donne. Il 38,4 per cento della popolazione vive in città e il 61,6 per cento vive in paese.

### Religione

Chiesa di Kish a Shaki

Sede di antiche chiese albanesi caucasiche, la religione è molto importante per il popolo di Şəki a causa della sua storica diversità religiosa. Ci sono molte chiese e moschee in città. Si pensa che alcune chiese come la Chiesa di Kish nelle vicinanze di Şəki abbiano circa 1.500 anni. La Moschea dei Khan, la Moschea di Omar Efendi e il Minareto di Gileili sono considerati importanti luoghi di culto della città.

## Economia
Tra il 1850 e il 1870 Şəki divenne un centro internazionale di produzione della seta.
Şəki possiede una piccola industria della seta e fa affidamento sul suo settore agricolo, che produce tabacco, uva, bestiame, noci, cereali e latte. I principali impianti di produzione di Şəki sono la fabbrica di seta, la centrale a gas, la fabbrica di mattoni, la fabbrica di vino, la fabbrica di salsicce, la fabbrica di conserve e un caseificio con la sua Pedigree Dairy Farm integrata su larga scala.

### Turismo
Nel 2010 Şəki è stata visitata da 15.000 turisti stranieri provenienti da tutto il mondo.

## Cultura
Şəki ha una delle più grandi densità di risorse culturali e monumenti che includono 2700 anni di storia dell'Azerbaigian. La città vanta molte case con i tetti rossi. Nella cultura popolare, probabilmente la caratteristica più nota degli abitanti è il loro buon senso dell'umorismo e le storie comiche. L'eroe dei racconti a fumetti di Shaki Hacı dayı (Zio Haji) è soggetto di quasi tutte le barzellette della zona.
Şəki ha sempre svolto un ruolo centrale nell'arte azera e più in generale nell'arte e nell'architettura dell'Azerbaigian. Sotto il nome di Nukha, la città è teatro di gran parte dell'azione nell'opera teatrale di Brecht Il cerchio di gesso del Caucaso.
Nella seconda metà del XIX secolo Nukha si classificò seconda in termini di commercio e sviluppo industriale; furono inoltre creati nuovi tipi di scuole cittadine e provinciali.
Secondo la risoluzione del Consiglio dei ministri della RSS Azera n. 97 del 6 marzo 1968, l'area "Yukhary Bash" a Nukha fu dichiarata riserva architettonica.
Nel 1975 a Şəki fu completata la costruzione dell'edificio del teatro drammatico.
Nel 1983 fu aperto il Museo dell'artigianato di Şəki.

### Architettura

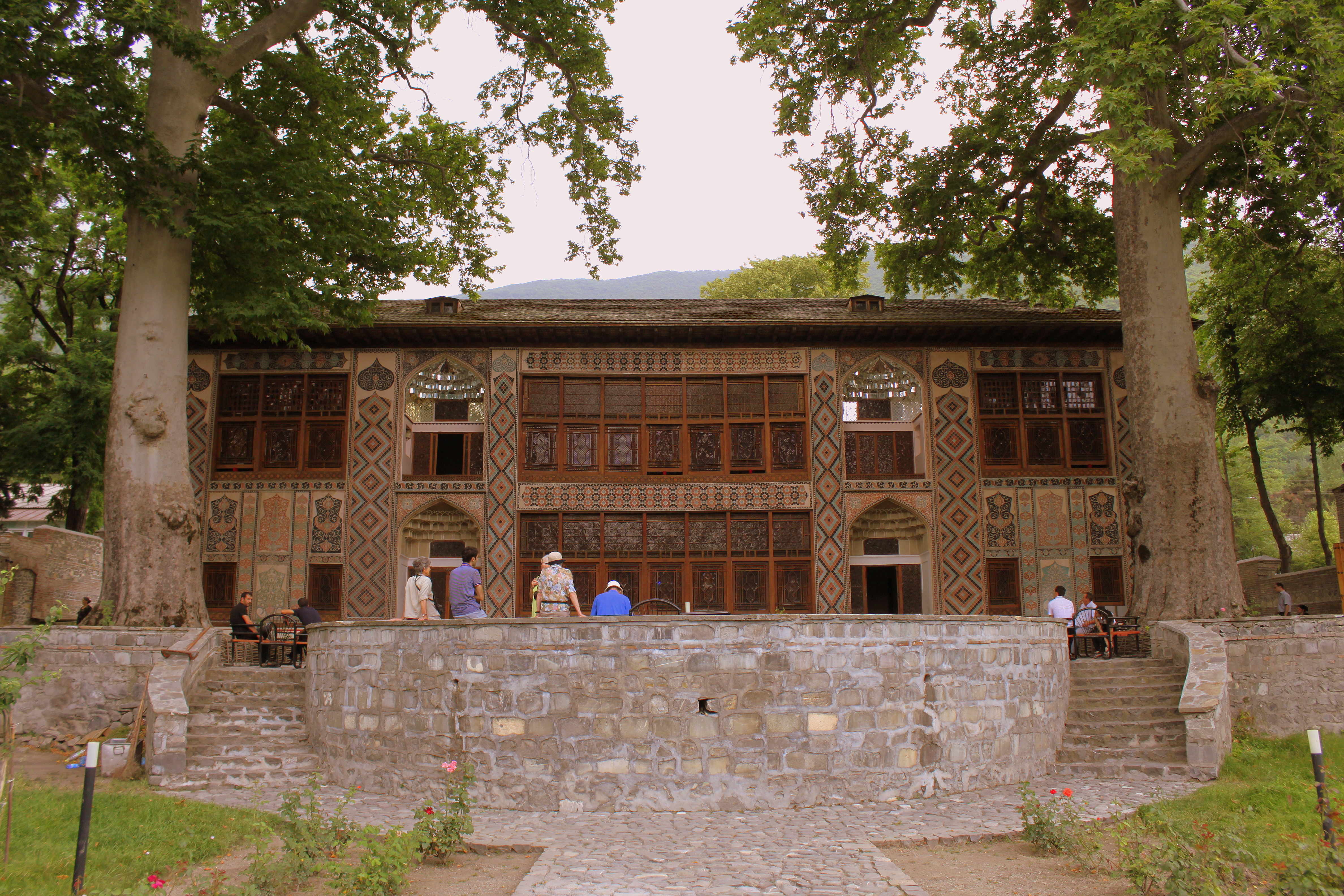
Il Palazzo dei Khan di Şəki – sede del Khan.

L'architettura di Şəki è stata in gran parte plasmata dalla sua storia che risale a un'epoca in cui era un centro di commercio sulla Via della Seta, che collegava il Daghestan, la Russia, alle rotte commerciali settentrionali attraverso il Caucaso.
Le principali piazze centrali aperte della città sono dominate da due torri sovietiche. Molti luoghi pubblici e case private di Şəki sono decorati con shebeke, un reticolo di legno di pezzi di vetro colorato, tenuti insieme senza colla o chiodi. La tecnica è complessa e conosciuta solo da pochi artigiani che tramandano il loro meticoloso mestiere di generazione in generazione.
Il Palazzo dei Khan di Şəki era una residenza estiva del khan di Shaki e rimane ancora uno dei punti di riferimento più visibili di Şəki. Costruito nel 1762 senza un solo chiodo è uno dei monumenti più meravigliosi della sua epoca. All'interno del palazzo sono esposti manufatti dell'era dei Khanati dell'Azerbaigian, nonché esposizioni della scena artistica, considerata tra le più belle al mondo. Il centro storico di Şəki con il Palazzo dei Khan è stato inserito alla lista del patrimonio mondiale dell'UNESCO durante la 43ª sessione del Comitato del patrimonio mondiale tenutasi a luglio 2019.
Il castello di Şəki, fu costruito dal fondatore del khanato di Shaki Haji Chelebi Khan (1743–1755), nei pressi del villaggio di Nukha, alle pendici meridionali del Caucaso. Le mura della fortezza sono lunghe quasi milleduecento metri e spesse più di due metri. Protetta da numerosi bastioni, alla fortezza si accede da due porte principali da nord e da sud. Al culmine del khanato, la fortezza conteneva un complesso sontuoso recintato e strutture pubbliche e commerciali della città, mentre il quartiere residenziale era situato al di fuori delle sue mura. Fu ampiamente restaurato tra il 1958 e il 1963. Per molti anni la fortezza di Şəki ha salvaguardato gli accessi alla città, gli atti di coraggio dei suoi difensori della lotta con gli oppressori stranieri sono stati scritti in molti libri di storia. Nel famoso romanzo Chadži-Murat di Lev Tolstoj, la fortezza di Şəki fu scelta come luogo degli eventi.

### Luoghi da vedere
1. La Rocca (XIX sec.);
2. La moschea di Shaki Khan (XVIII secolo);
3. Caravanserraglio superiore (XVIII secolo);
4. Caravanserraglio inferiore (XVII secolo);
5. La casa di Shaki khan (XVIII secolo);
6. Il minareto della moschea Gileyli (XVIII secolo)
7. Moschea del minareto di Godak; (XIV secolo);
8. Moschea Juma (XIX secolo);
9. Moschea di Omar Efendi (XIX secolo);
10. Moschea "Kyshlak" (XIX secolo);
11. Bagno sotterraneo (XIX secolo);
12. Bagno "Aguanlar" (XIX secolo);
13. Bagno "Kyshlak" (XIX secolo);
14. Dara Bathhouse (XIX secolo);
15. Il tempio rotondo (XIX secolo);
16. Il ponte sul fiume Gurjanachai (XVIII-XIX secolo);
17. I resti della fortezza Gelesan-Goresen
18. La casa-museo di Mirza Fatali Akhundov;
19. La casa-museo di Rashid Bey Efendiyev;
20. La casa-museo di Sabit Rahman[64]

### Cucina

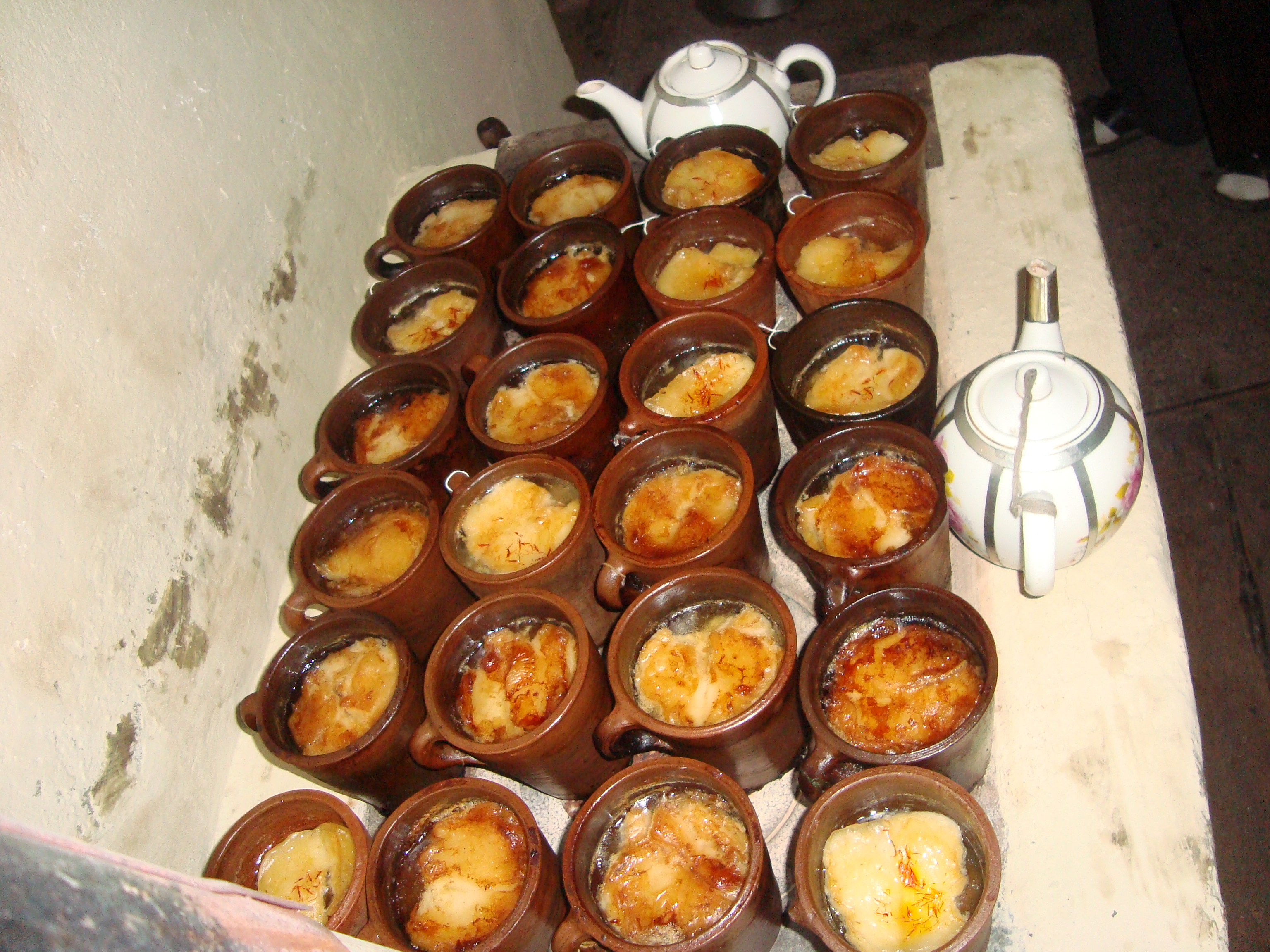
Il Piti è un piatto tipico e specifico di Shaki.

L'aspetto più probabilmente noto della cucina di Şəki sono i suoi ricchi piatti dolci. Şəki è tradizionalmente considerata la patria di un tipo speciale di baklava, chiamato Shaki Halva. Altri dolciumi includono lo zucchero bollito nabat e il pesheveng dolce.
Şəki ha anche alcuni piatti famosi, tra cui il girmabadam, lo zilviya, il piti, uno stufato creato con carne e patate e preparato in una pentola di terracotta.

### Lingua
La città di Şəki ha sviluppato il proprio dialetto della lingua azera, che è principalmente parlata in città, e nella regione del distretto di Şəki.

### Musei

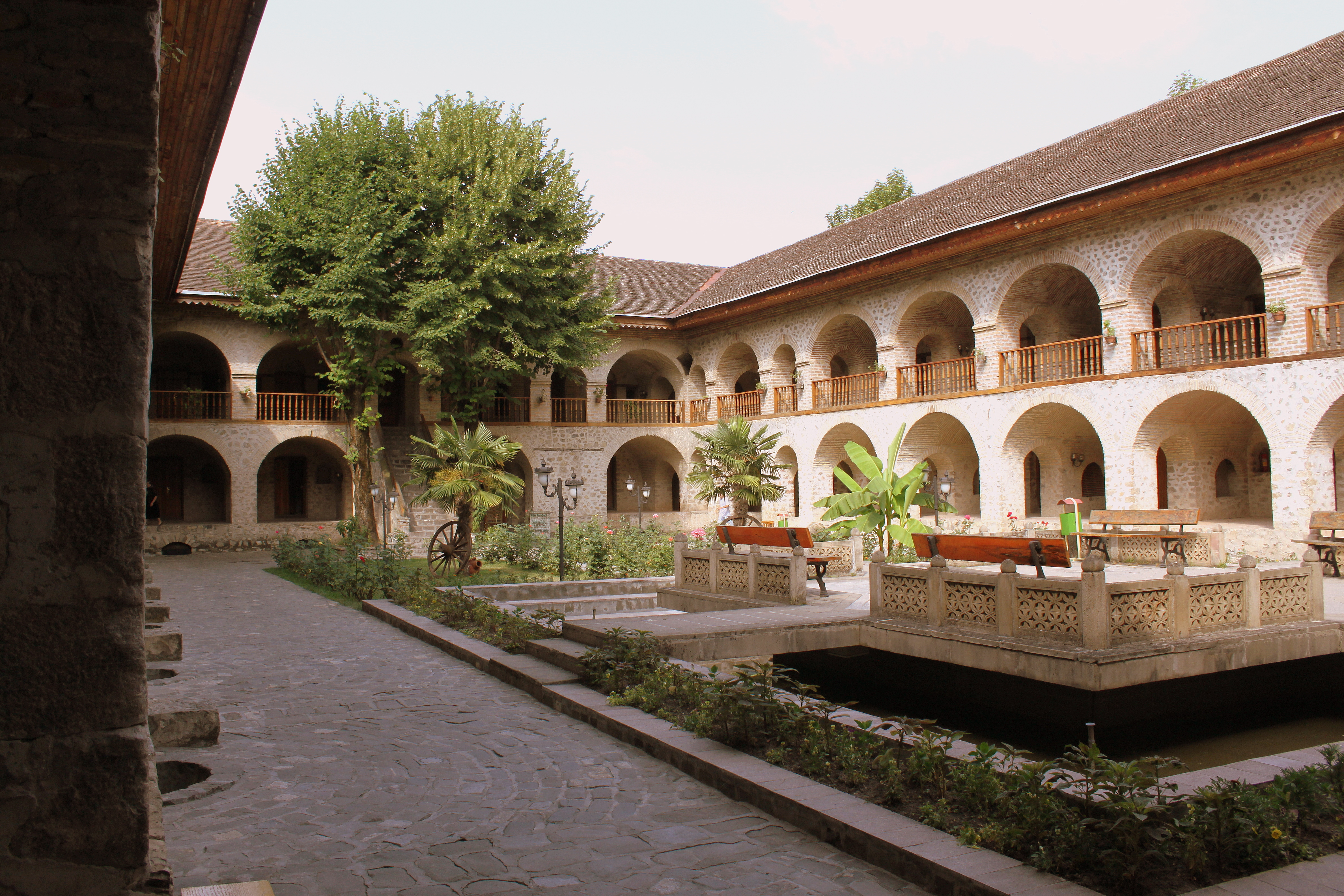
Caravanserraglio di Shaki.

Şəki ospita numerosi musei storici e alcuni dei più importanti del paese. Il Museo di Storia di Şəki è uno dei principali musei e considerato uno dei più importanti per i manufatti del periodo del Khanato.
A partire dal XVIII secolo, cinque grandi caravanserragli (Isfahan, Tabriz, Lezgi, Ermeni e Taze) erano attivi a Şəki, ma solo due di loro sono sopravvissuti. Il Caravanserraglio "Superiore" e quello "Inferiore" furono costruiti nel XVIII secolo e utilizzati dai mercanti per immagazzinare le loro merci nelle cantine, che commerciavano al primo piano e abitavano al secondo.

### Musica e media
La città ospita l'annuale Mugham Festival e il Silk Road International Music Festival. Il canale regionale Kanal-S, i giornali Shaki e Shakinin Sasi hanno sede in città.

## Trasporti
C'è un treno notturno giornaliero da e per Baku sulla tratta Baku-Balakan.

## Istruzione
A Şəki operano la filiale dell'Università pedagogica dell'Azerbaigian, il Collegio regionale di Şəki, 84 scuole generali e professionali.

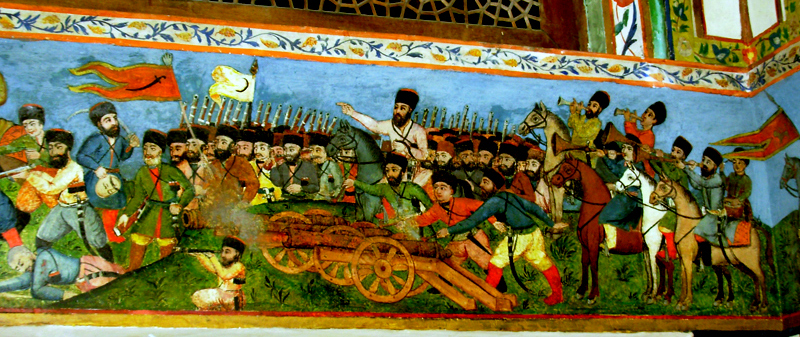
Miniatura della scena di battaglia sulla parete del Palazzo di Shaki di Khan.

## Amministrazione

### Gemellaggi
- Gabrovo
- Sluck
- Giresun
- Žmerynka
- Lapseki
- Firenze

## Galleria d'immagini

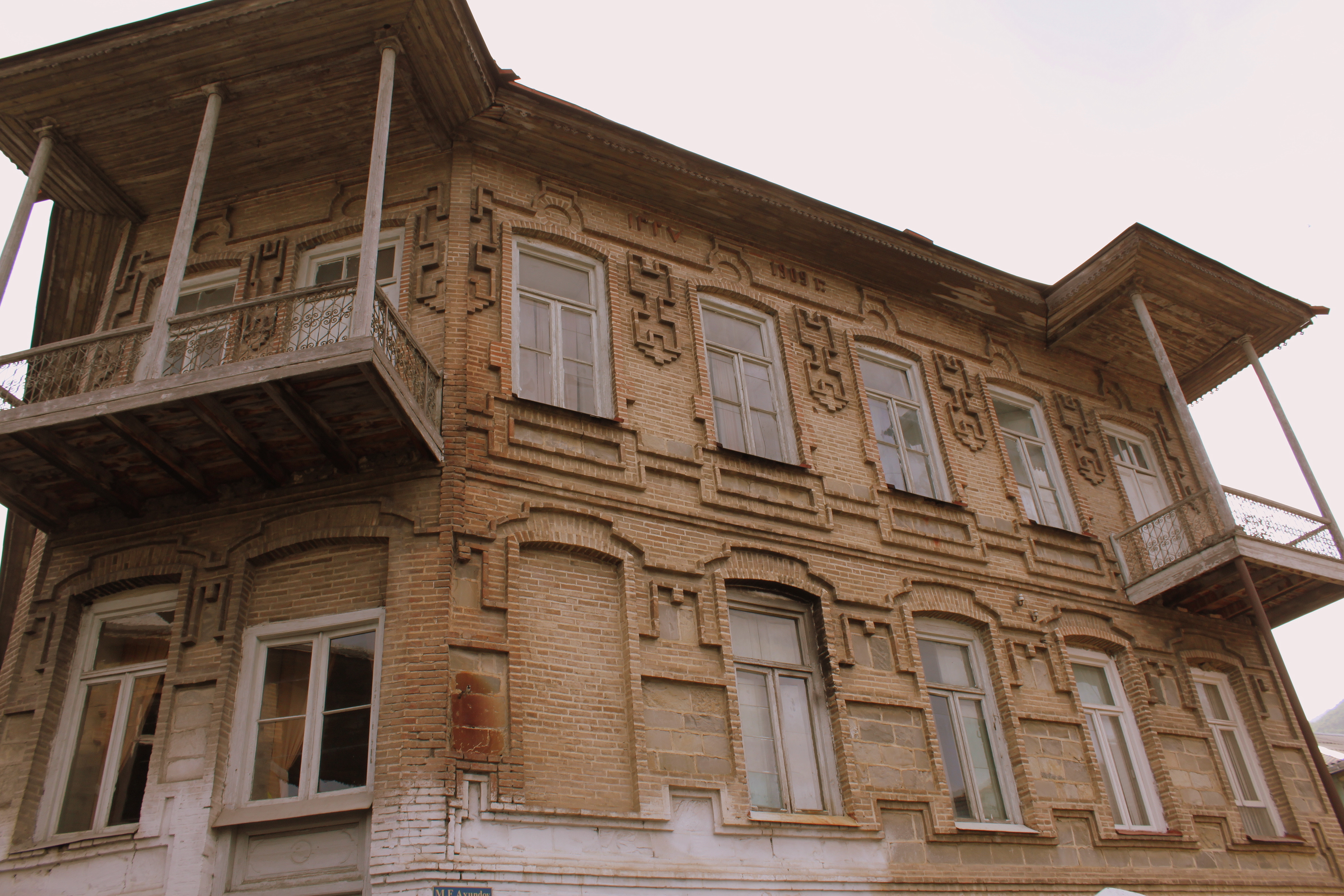
Antica casa a Şəki
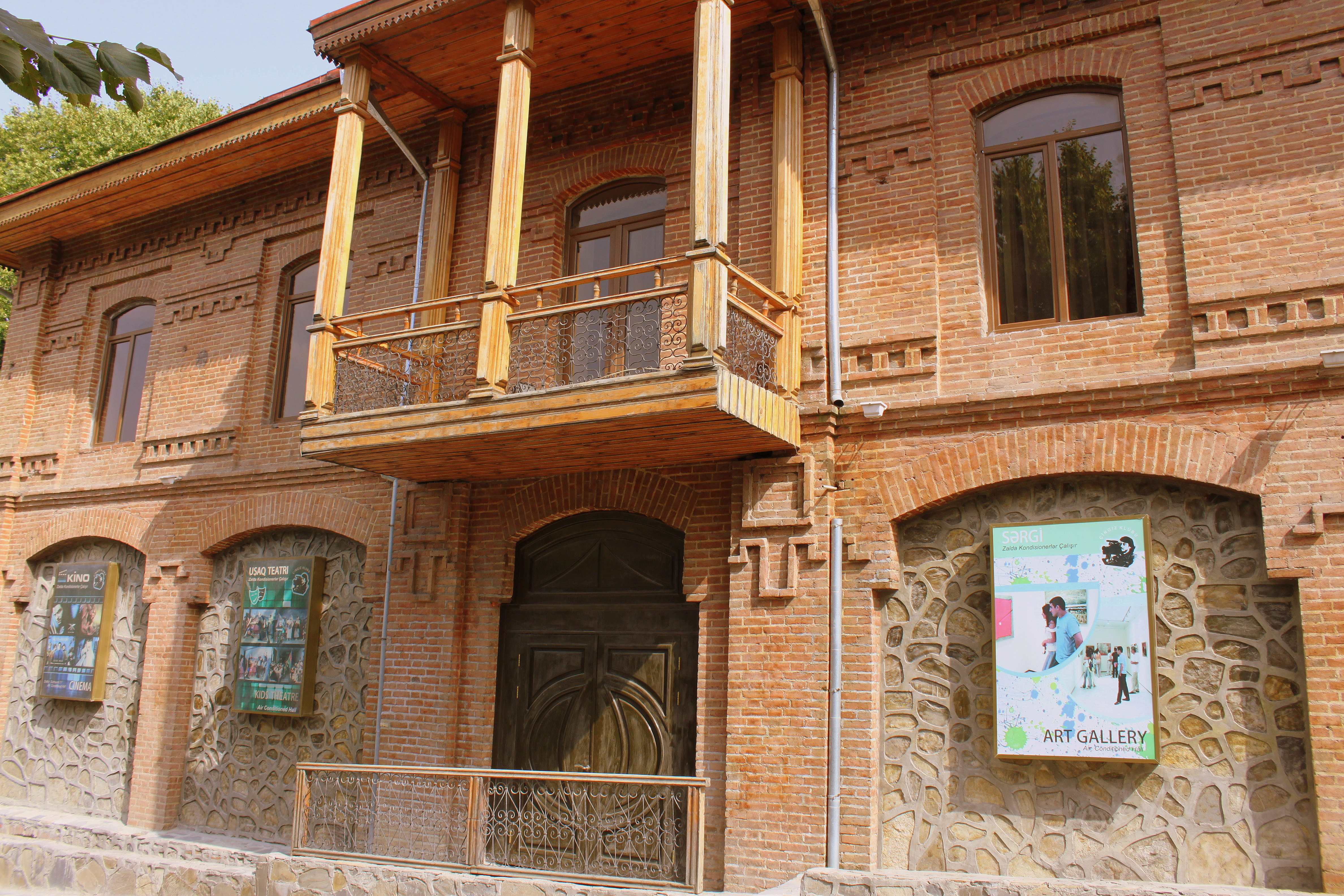
Casa della cultura di Şəki
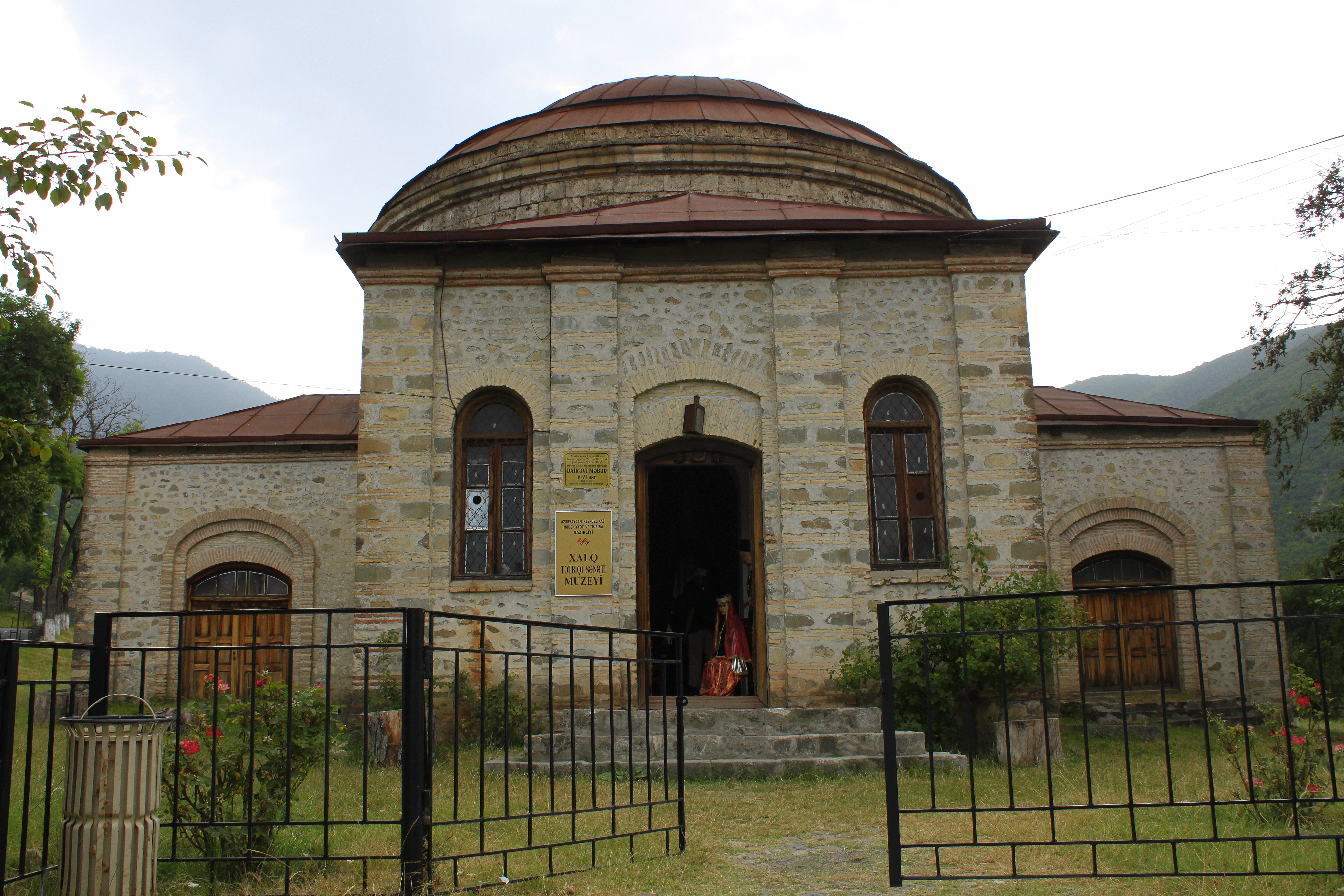
Vista frontale della chiesa albanese
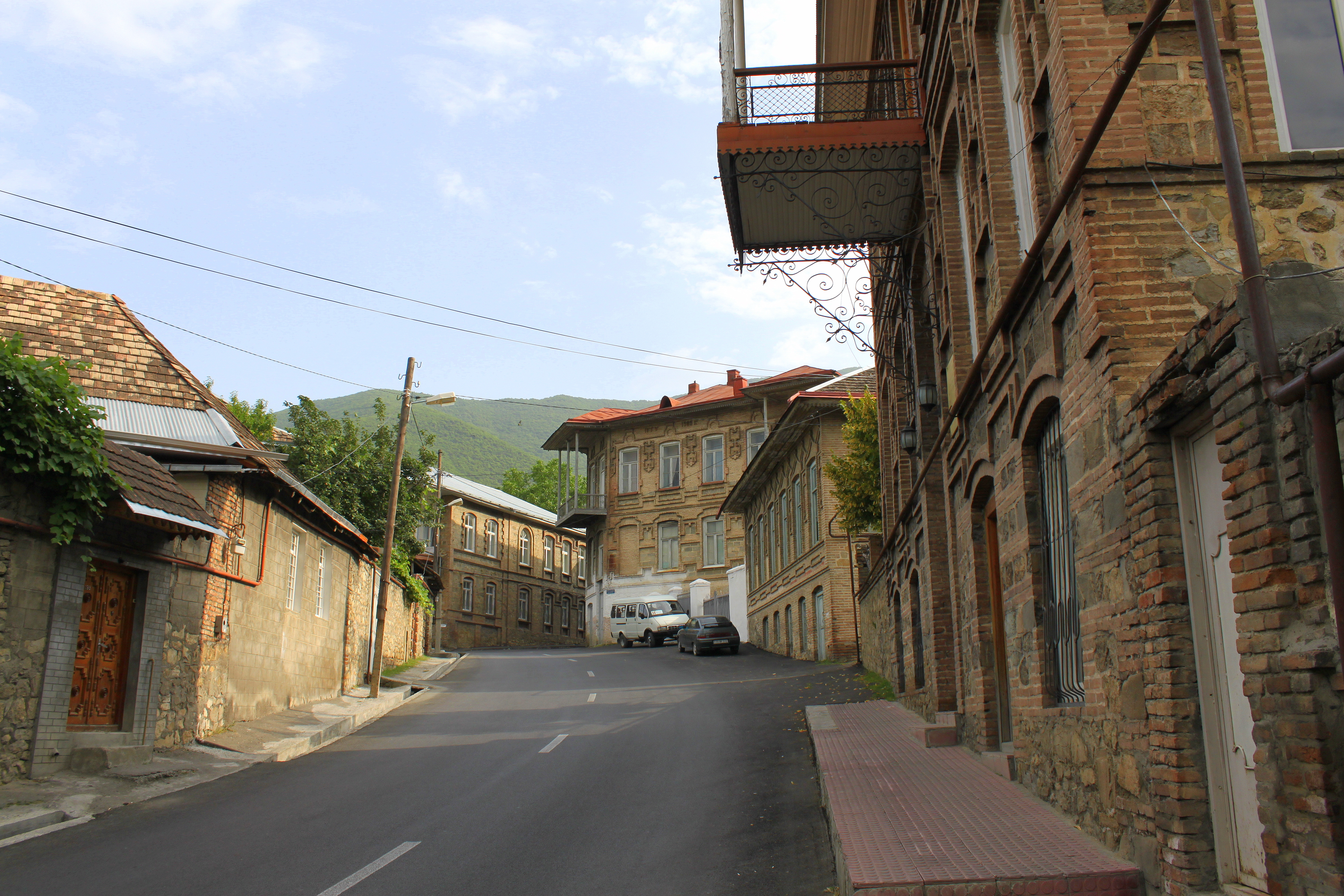
Una delle vecchie strade di Şəki
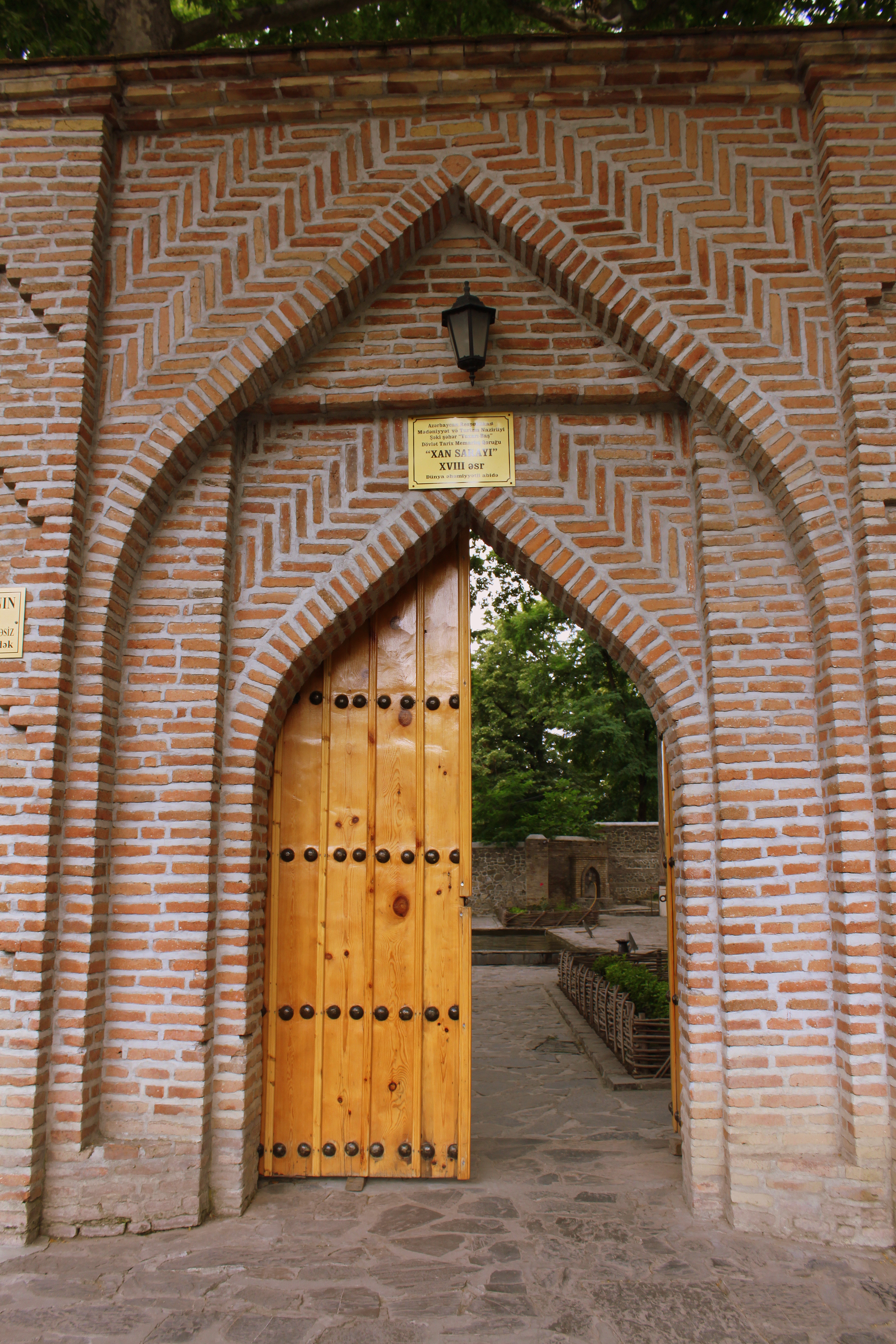
Porta del Palazzo dei khan di Şəki
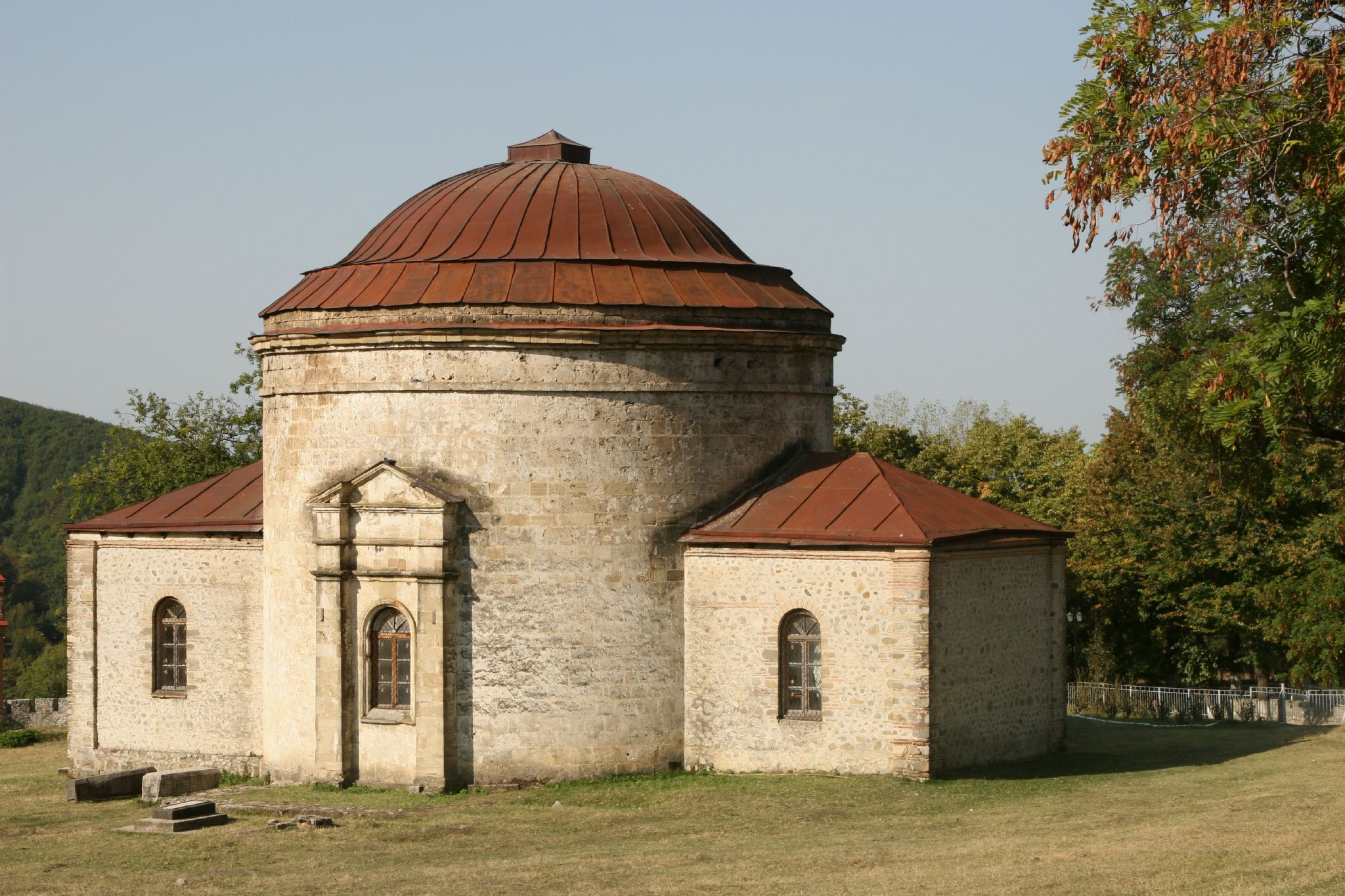
Una chiesa albanese caucasica del VI secolo
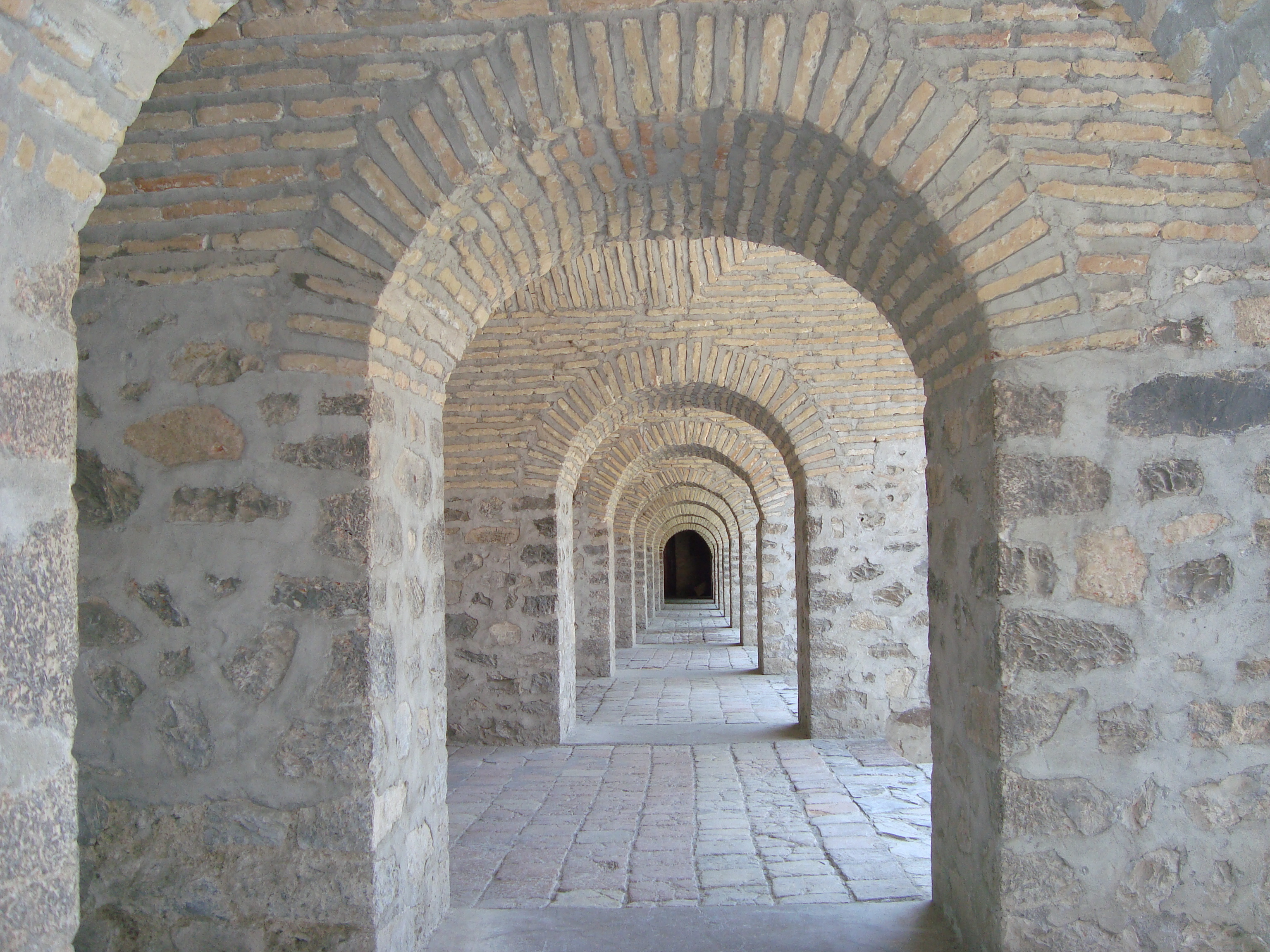
Vista del caravanserraglio di Şəki
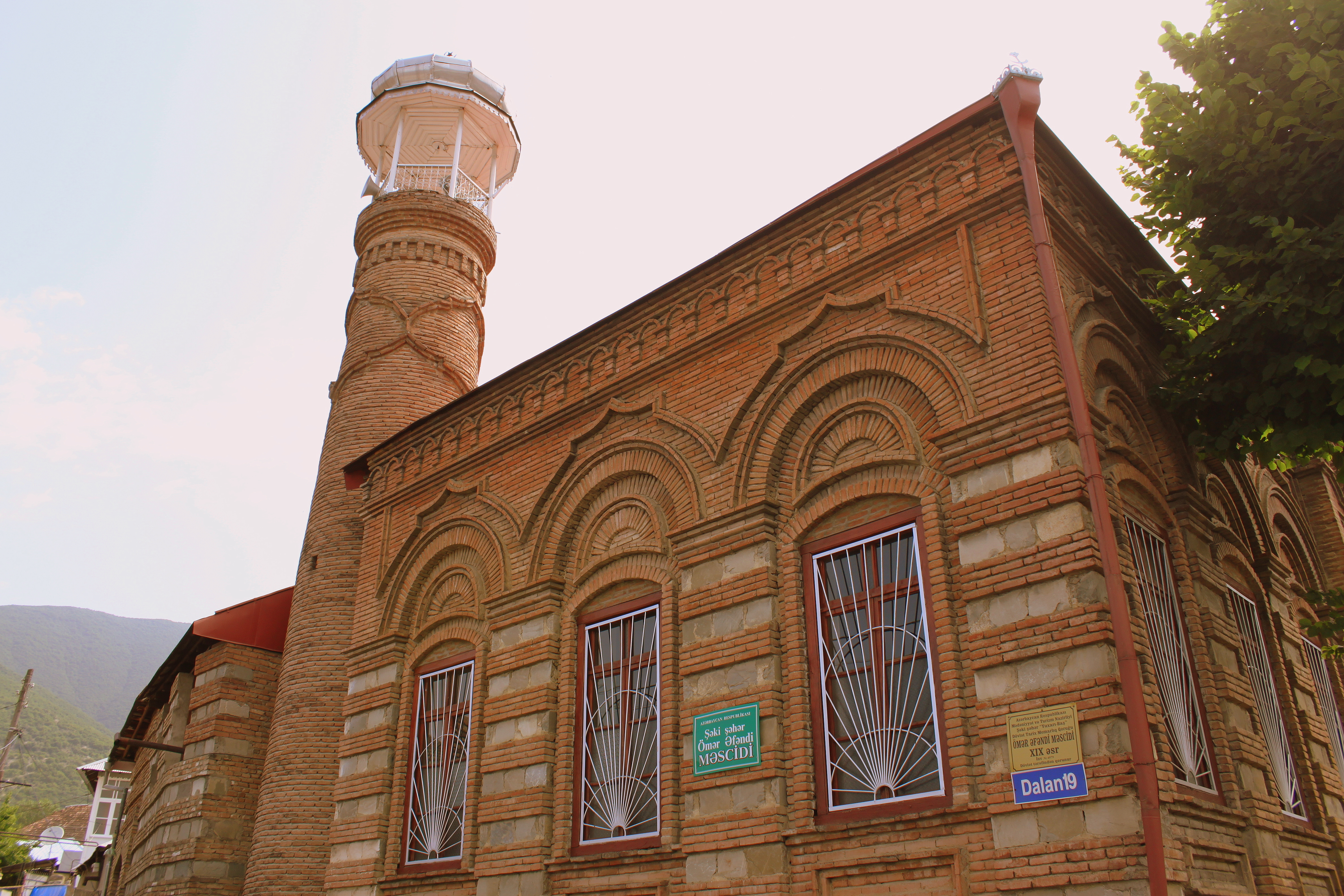
Moschea Omer Efendi
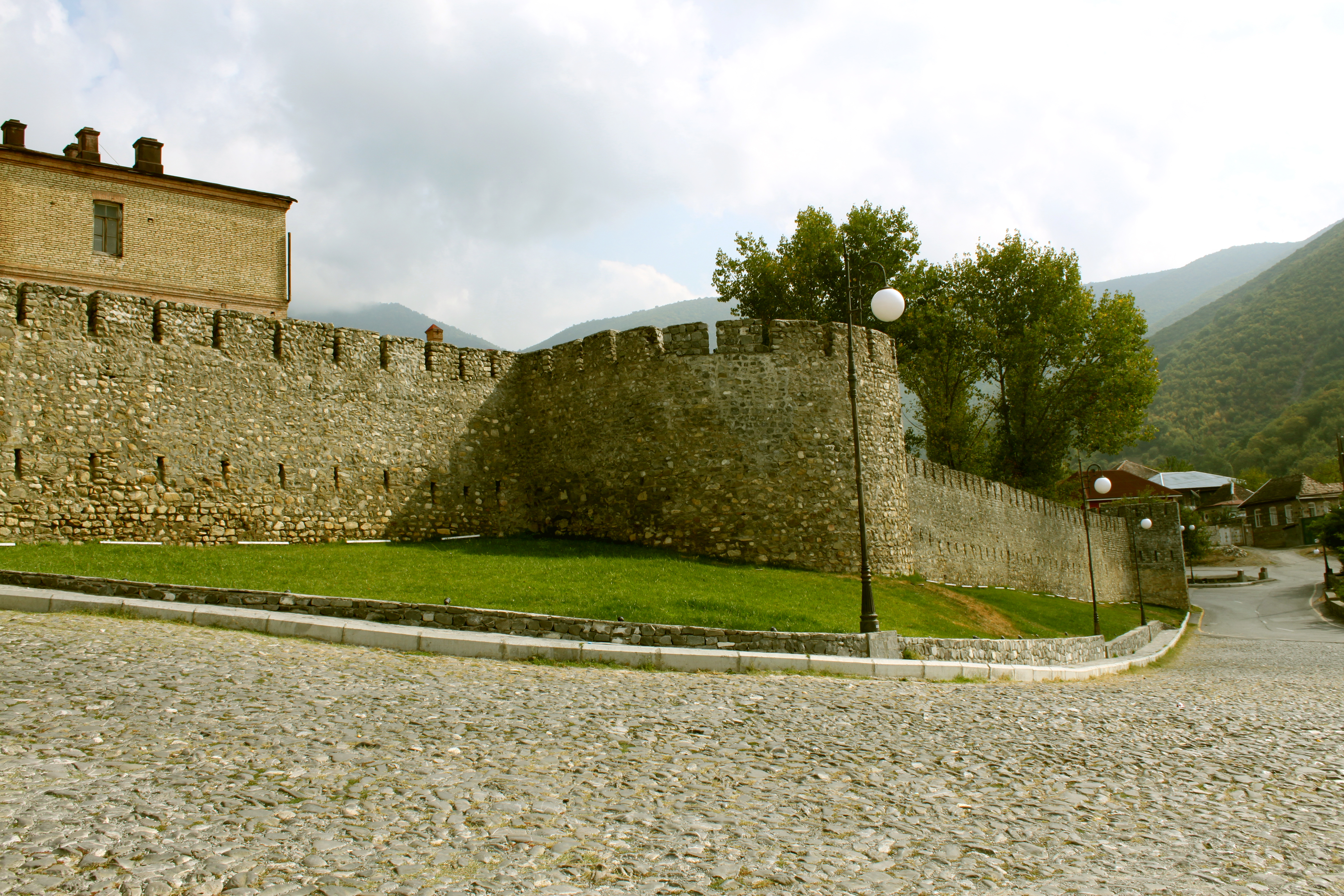
Fortezza di Şəki
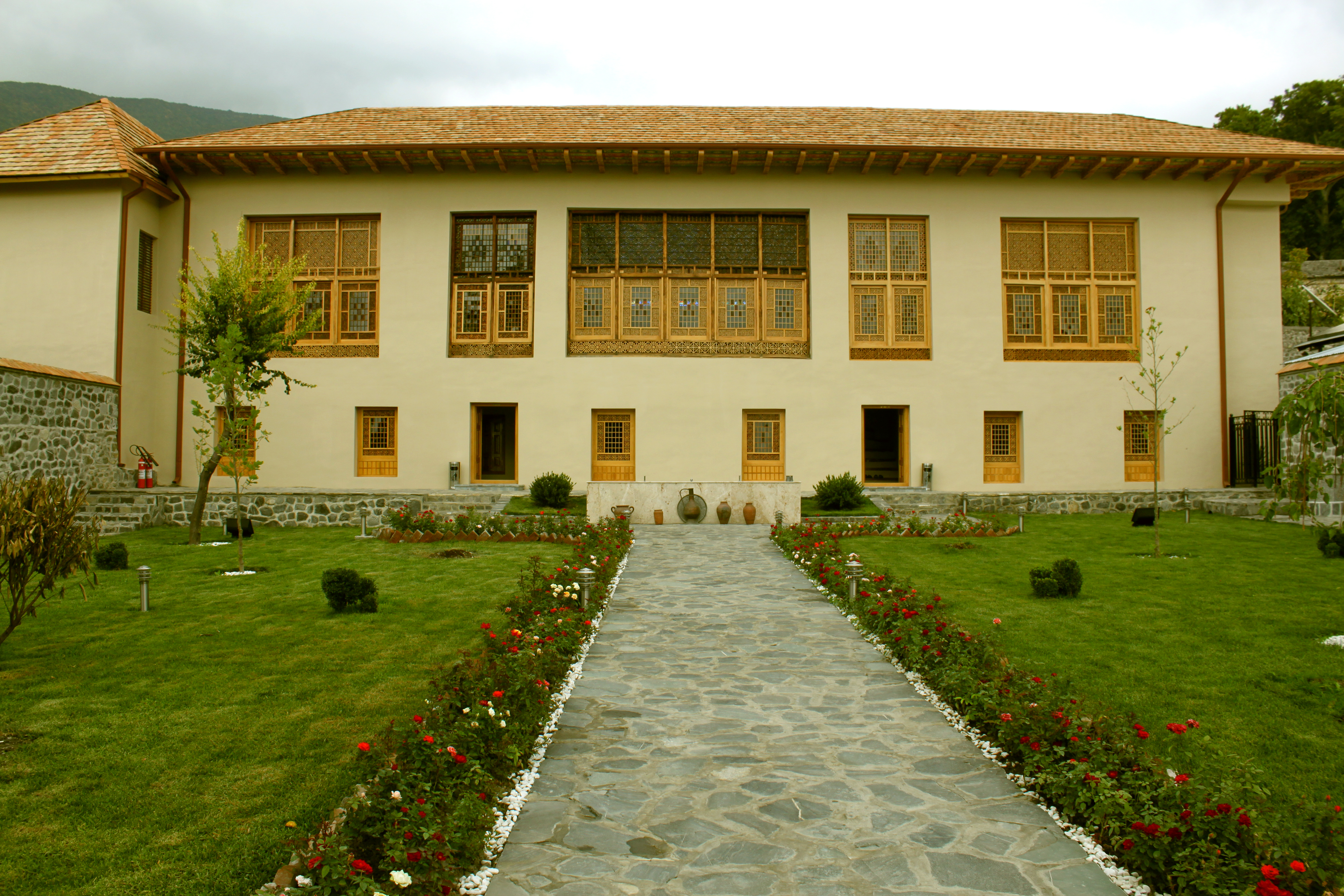
Casa degli Shakikhanov
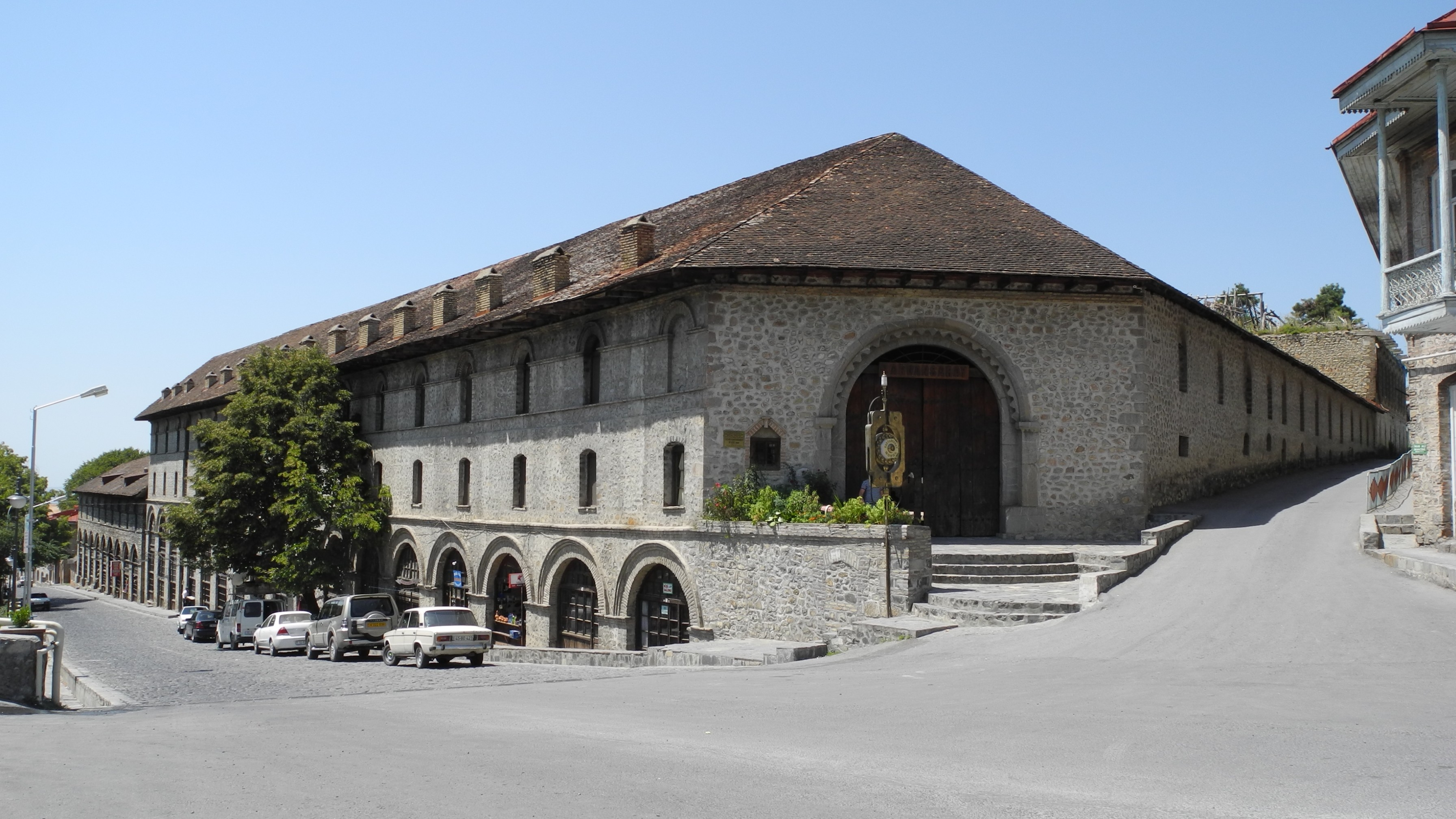
Caravanserraglio di Şəki
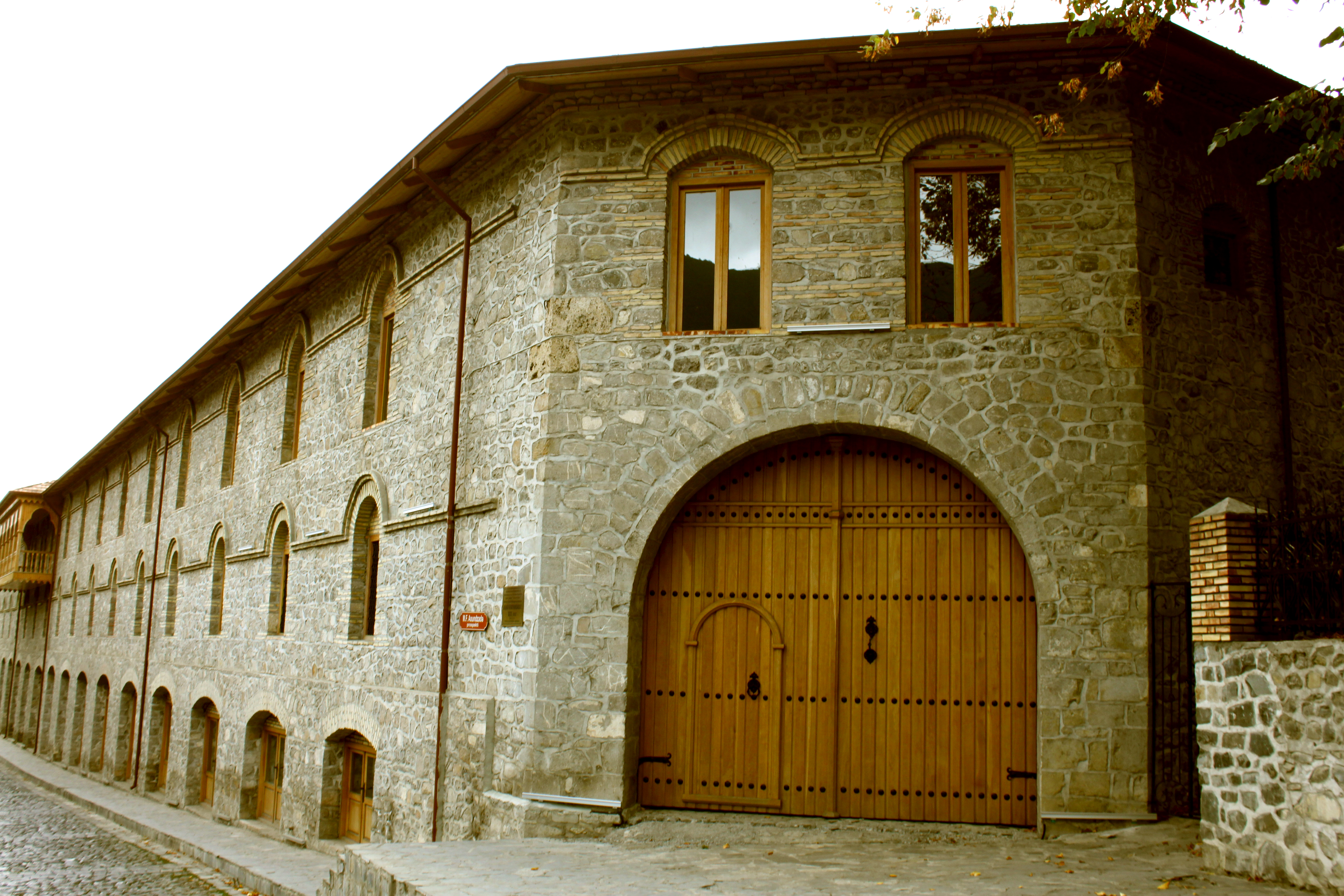
Caravanserraglio Ashagi
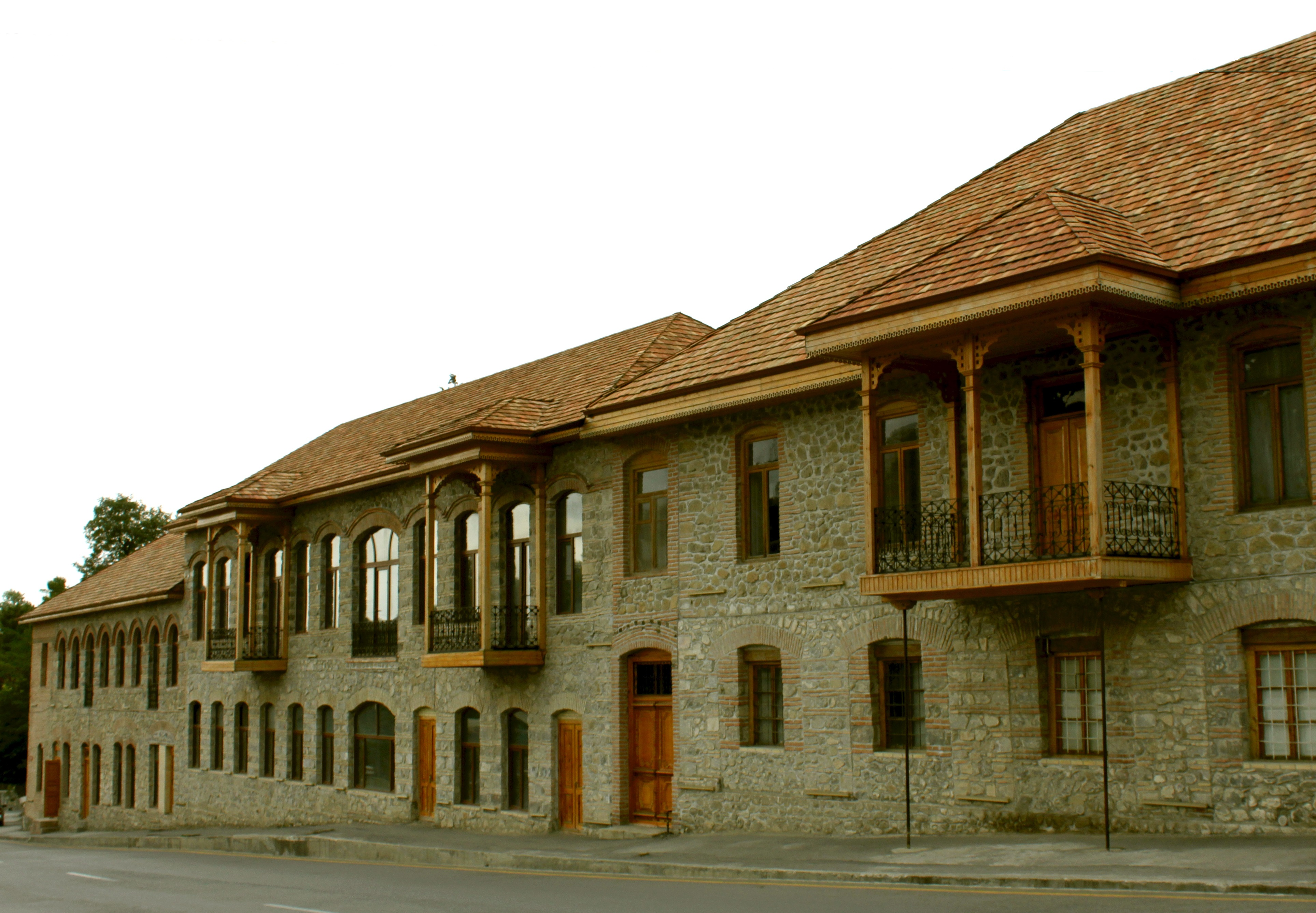
Casa dei Farhadbayov
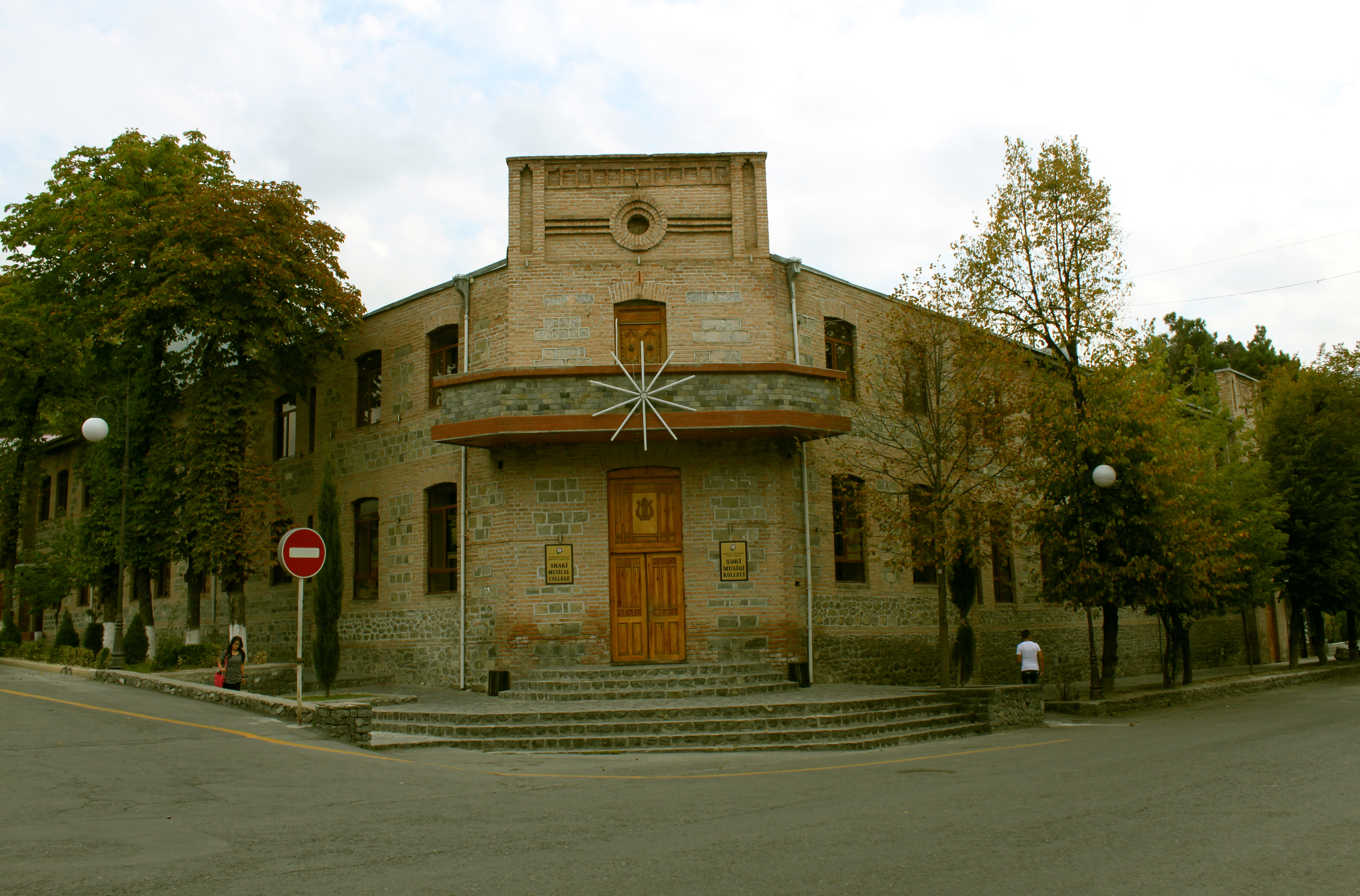
Casa degli Alijanbayov
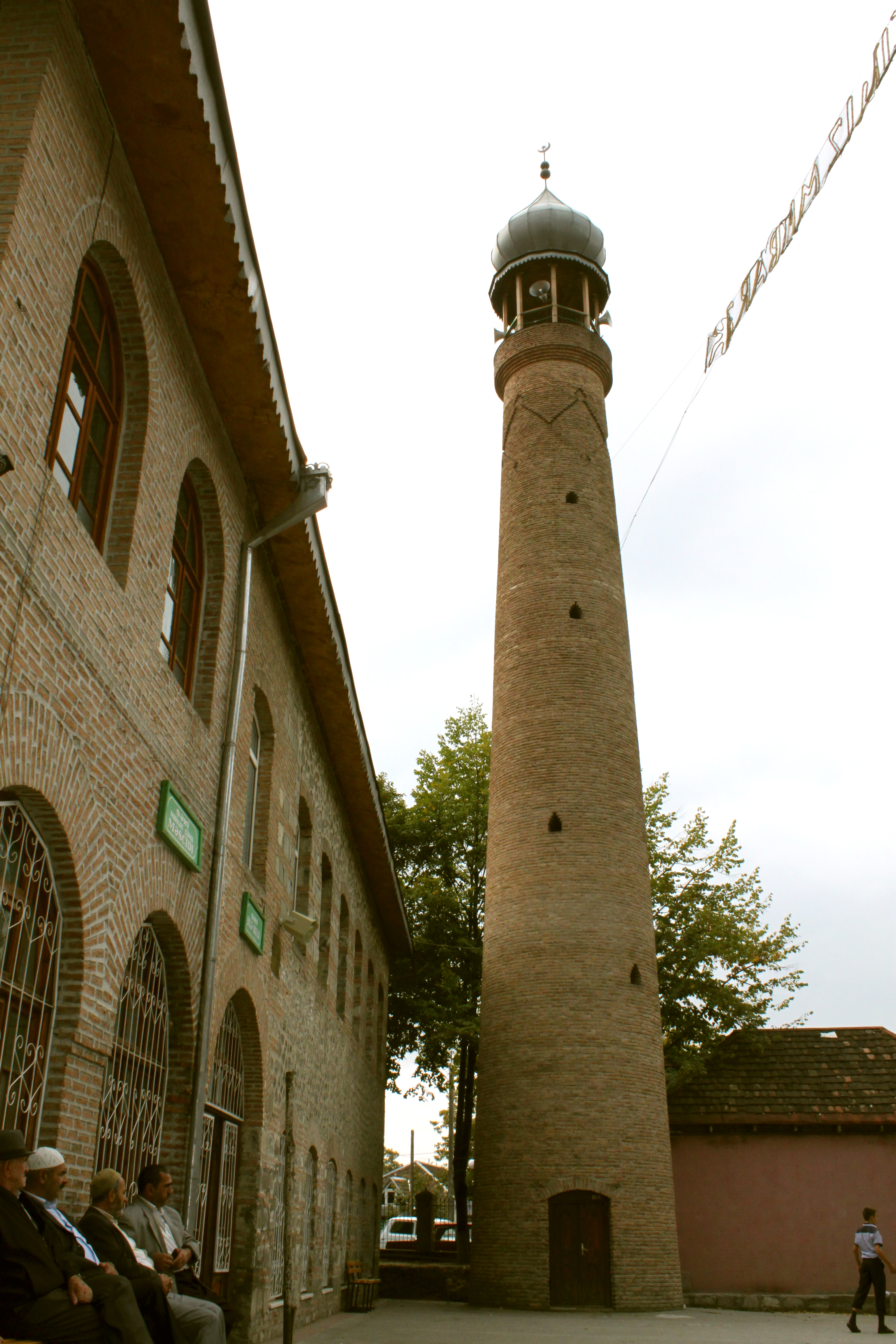
Minareto della Moschea del Venerdì
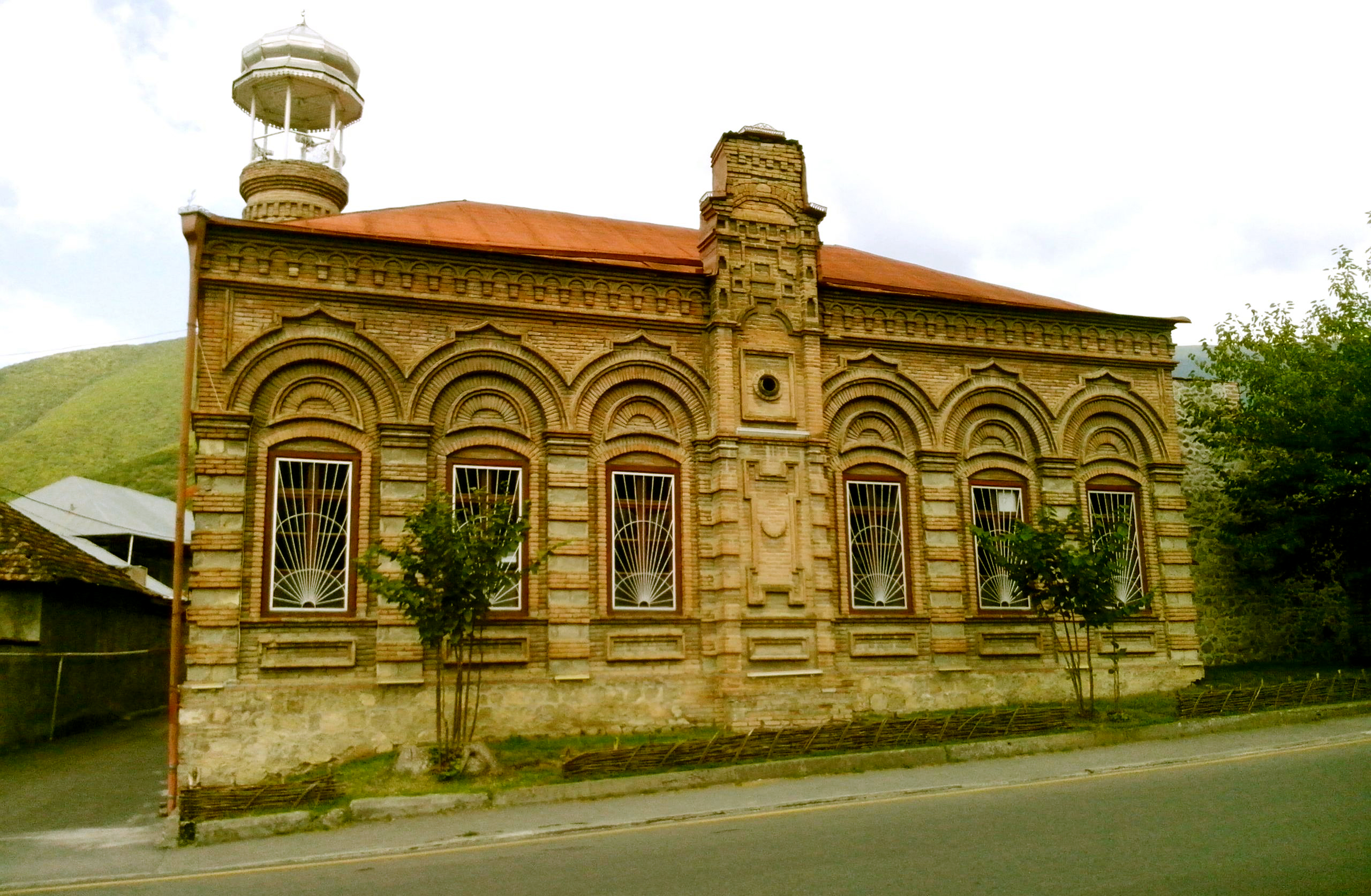
Moschea Omer Efendi
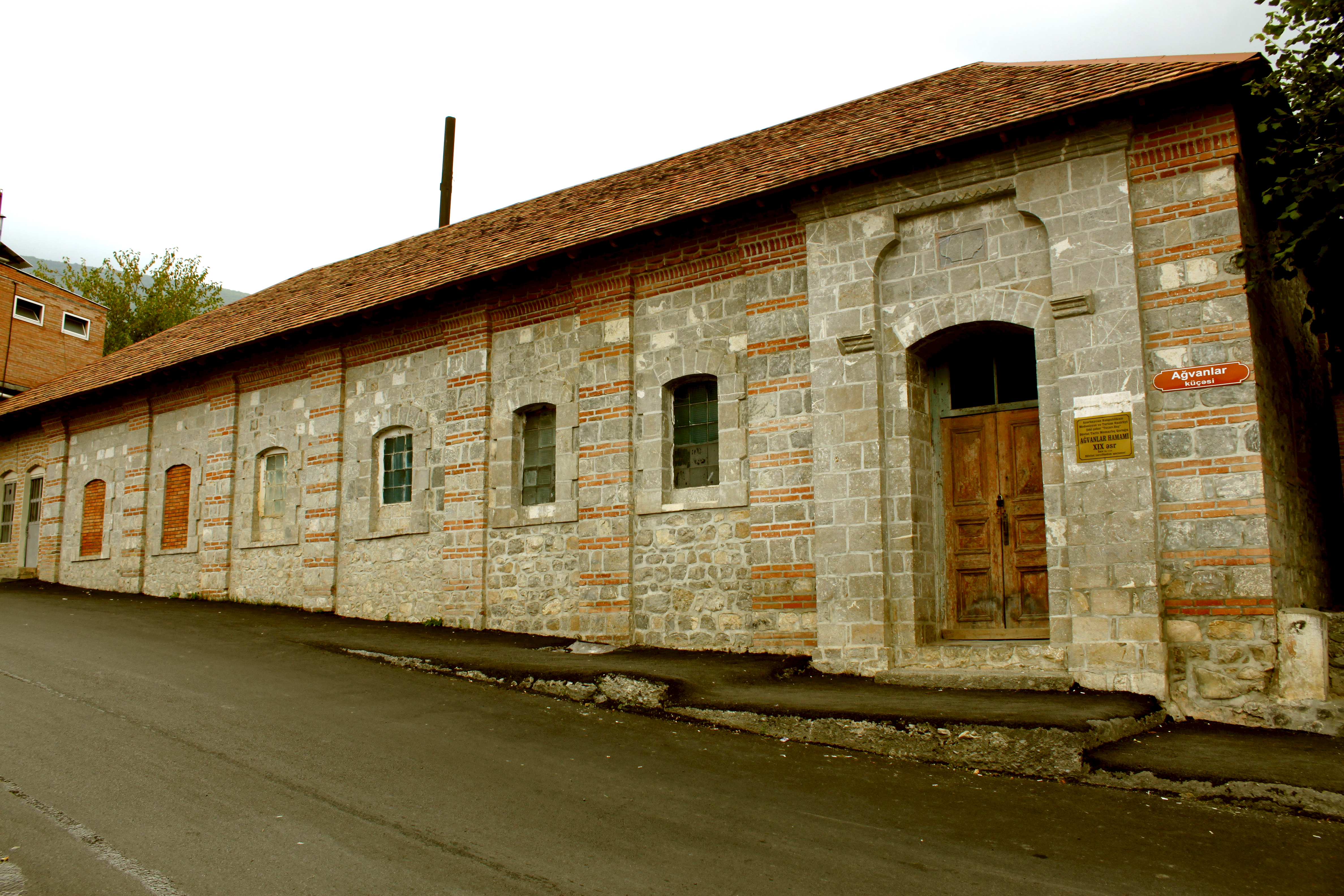
Bagni Ağvanlar
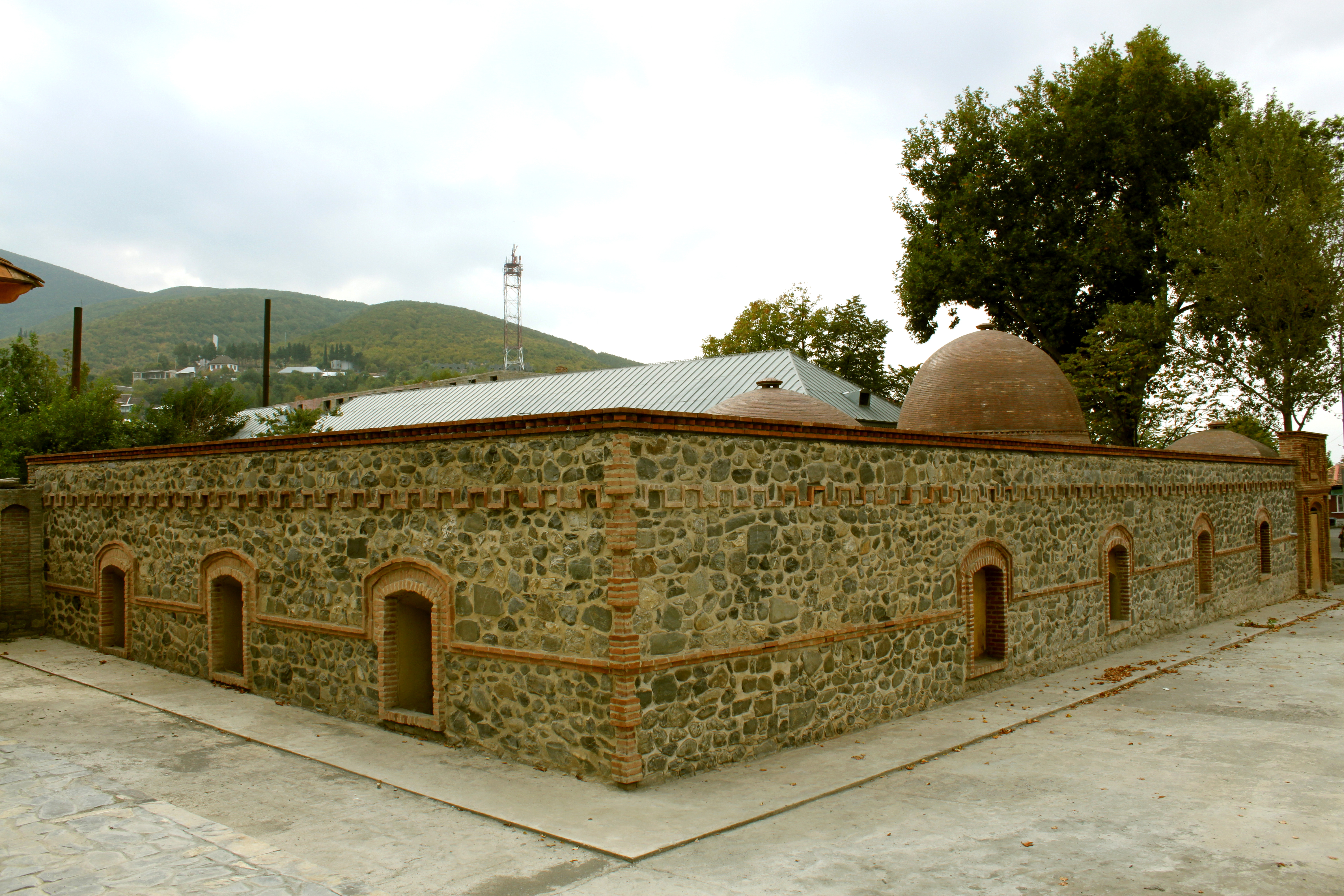
Bagno sotterraneo di Şəki
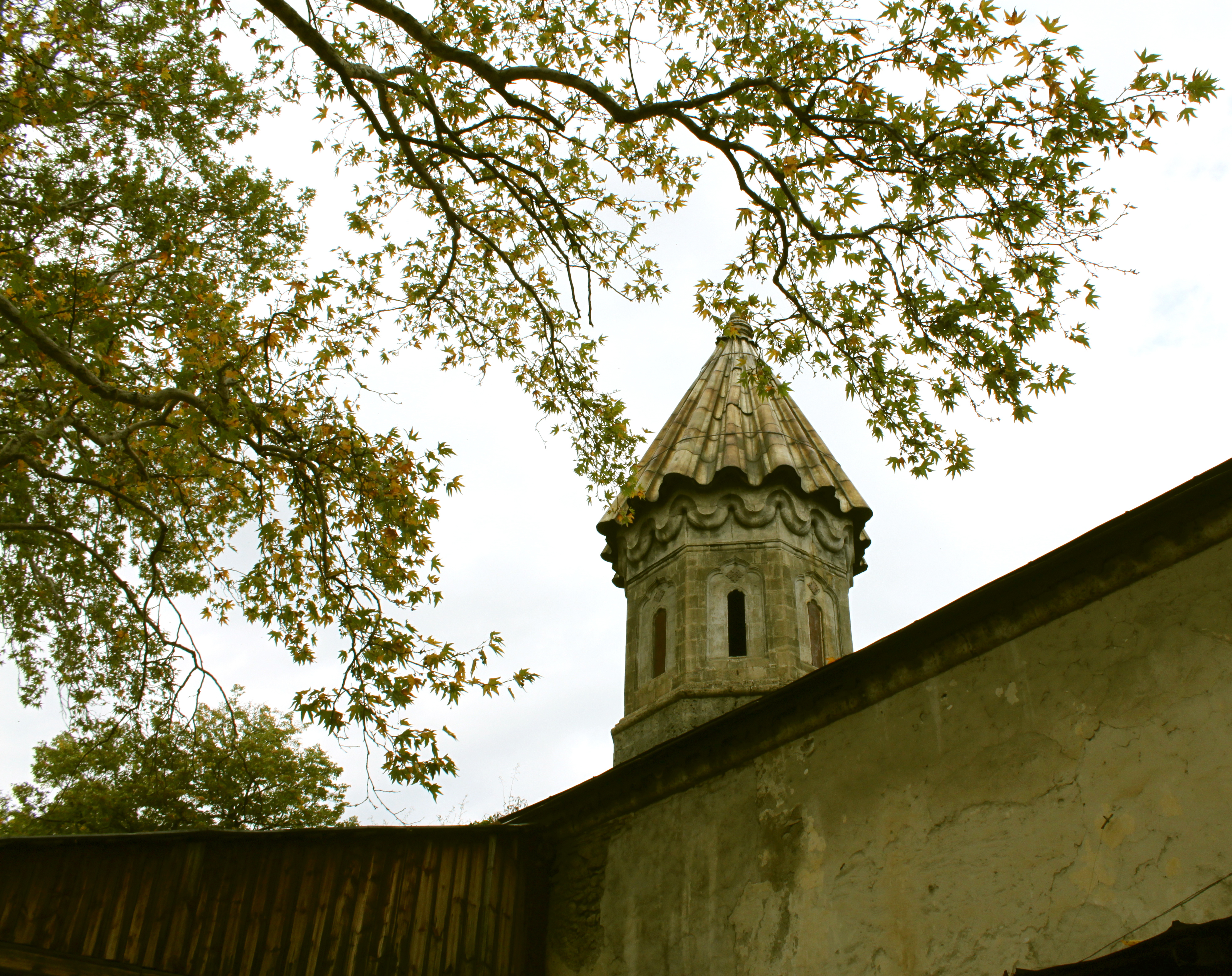
Ex chiesa armena di Şəki
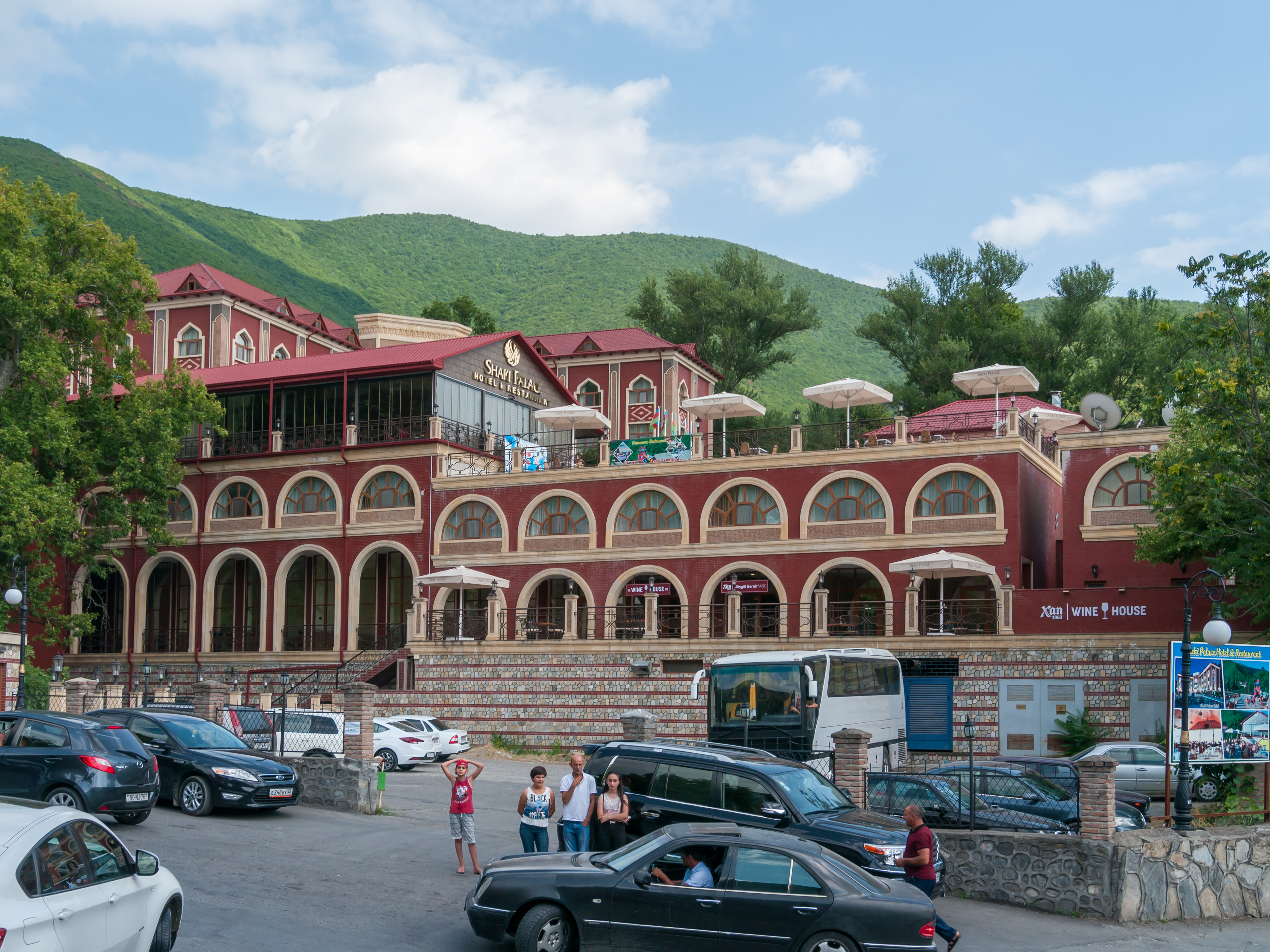
Palace Hotel, Şəki